# 아얄라 코퍼레이션
아얄라 코퍼레이션(영어: Ayala Corporation)은 필리핀의 기업이다. 필리핀에서 스페인 통치 기간 중 Domingo Róxas와 Antonio de Ayala에 의해 설립되었으며 필리핀에서 가장 오래되고 가장 큰 복합기업이다. 소매업, 교육, 부동산, 은행업, 전기통신, 물 인프라, 재생 가능 에너지, 일렉트로닉스, 정보기술, 자동차 산업, 의료, 경영, 아웃소싱 등의 다양한 비즈니스 관심 포트폴리오를 보유하고 있다.